# Socket 370
Socket 370 (známý také jako socket PGA370) je patice vytvořená Intelem jako náhrada staršího Slotu 1 na osobních počítačích. Byl určen pro procesory Pentium III a Celeron, nicméně byl používán i pro procesory Cyrix. Socket 370 se používal i na Mini-ITX základních deskách a vestavěných systémech.
Chladič by údajně nemel být těžší než 180 gramů kvůli riziku poškození procesoru.
Socket 370 byl původně použit pro Intel Celeron, ale později se stal platformou procesorů Pentium III (jádra Coppermine a Tualatin), stejně jako Via-Cyrix Cyrix III, později přejmenovanou na VIA C3. Některé desky jak se Slotem 1 tak se Socketem 370 podporují použití dvou procesorů naráz v duálním módu, jiné pouze jeden procesor najednou.

## Čipsety se socketem 370

### Intel
- série i440/450

i440BX/EX/FX/GX/LX/MX/MX-100/ZX, i450GX/KX/NX
- série i8XX

i810/E/E2/L, i815/E/EG/EP/G/P, i820E, i840

### VIA
- Apollo/Apollo Pro/Apollo Pro+
- PRO133/PRO133A/Pro133T/PM133/PN133/PN133T/PL133/PL133T/PLE133/PLE133T
- Pro266/PM266/Pro266T/PM266T
- CLE266/CN400

### ALi
- Aladdin Pro/ProII/TNT2/Pro 4/Pro 5/Pro 5T

### ATi
- S1-370-TL

### OPTi
- Discovery

### SiS
- SiS 5600
- SiS 620, SiS 630/E/ET/S/ST, SiS 633/T, SiS 635/T

### ULi
- M1644T